# Mariannelunds praktiska skola
Mariannelunds praktiska skola var en privat skola verksam i Mariannelund, nuvarande Eksjö kommun, mellan 1905 och 1972. 
Skolan rekryterade elever över normal skolålder och gav undervisning till real- och studentexamen samt yrkesförberedande utbildning av skilda slag. Jämfört med den offentliga skolan hade den ett accelererat undervisningstempo, vilket gjorde den attraktiv för de äldre elever den vände sig till. Den saknade emellertid länge examensrätt, utan eleverna fick ta examen som privatister. Som mest hade skolan 400–600 elever. Dessa kom från hela landet och hyrde logi i Mariannelunds samhälle. Först på 1950-talet etablerades ett elevhem.
Skolan grundades av Oscar Johansson men övertogs efter kort tid av folkskolläraren Albert Lingström. Skolan fick ekonomiska problem och Lingström tvingades lämna skolan 1915. Från 1916 var ingenjören Gottfrid Gustafsson rektor, från 1924 också ägare. Från 1948 drevs skolan av en stiftelse med agronomen Paul Otterheim som rektor. Den omfattade då realskola, hushållsskola och handelsskola. 
Skolan lades ned 1972 som följd av ändrade regler för statsbidrag i samband med grundskolereformen. Dess lokaler övertogs av pingströrelsen, som där driver Mariannelunds folkhögskola.

## Kända elever
- Gunnar Hedlund, politiker,  realskolestudier
- Sara Lidman, författare, studier till studentexamen[5]